# Edward Bruce
Edward Bruce, 1. Earl of Carrick (mittelirisch  Edubard a Briuis; * um 1280; † 14. Oktober 1318 bei Faughart bei Dundalk) war ein schottischer Adliger und Militär. Als fähiger Militär unterstützte er seinen Bruder Robert, als dieser sich während des schottischen Unabhängigkeitskriegs die schottische Krone erkämpfte. Sein späterer Versuch, mit Hilfe seines Bruders Irland zu erobern und sich zum Hochkönig von Irland zu erheben, scheiterte aber völlig.

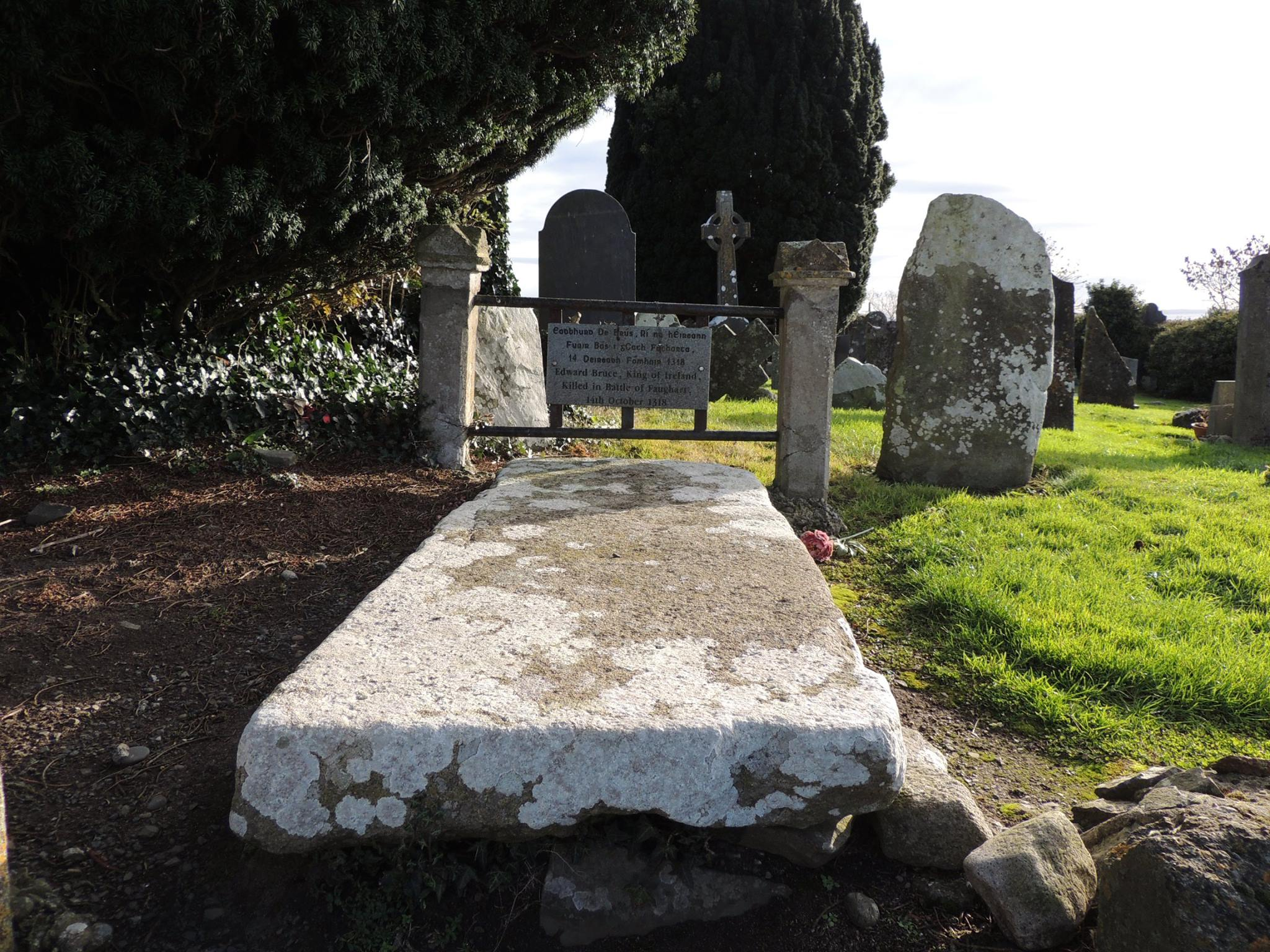
Das Grab Edward Bruces auf dem Faughart Cemetery

## Herkunft, Kindheit und Jugend
Edward Bruce entstammte der schottischen Familie Bruce, die in Südschottland und Nordengland umfangreiche Besitzungen besaß. Er war wahrscheinlich der dritt- oder viertälteste Sohn von Robert de Brus, Earl of Carrick und dessen Frau Marjorie, Countess of Carrick. Vermutlich benannte sein Vater ihn nach dem englischen König Eduard I. Über Edwards Kindheit ist fast nichts bekannt, außer dass er zeitweise bei einer befreundeten irischen Familie aufwuchs. Vermutlich verbrachte er wie seine älteren Brüder Robert und Neil einen Teil seiner Kindheit bei befreundeten gälischen Familien in Südwest- und Westschottland. Nachdem der schottische König Alexander III. ohne überlebende Söhne gestorben war, beanspruchte sein Großvater Robert de Brus den schottischen Thron. 1292 wurde jedoch John Balliol bestimmt. Als es 1296 zum Krieg zwischen Schottland und England kam, stand Edwards Vater auf englischer Seite. Der junge Edward gehörte während des Kriegs in Schottland 1304 als Esquire zum Gefolge des Prince of Wales, des englischen Thronfolgers.

## Unterstützung der Rebellion seines Bruders Robert
Edwards Bruder Robert ermordete im Februar 1306 John Comyn of Badenoch und erhob sich als Erbe seines Großvaters im März zum König der Schotten. Damit rebellierte er offen gegen die Herrschaft des englischen Königs Eduard I. in Schottland. Edward wurde rasch in diesen Kampf verwickelt und unterstützte wie seine Geschwister den Bruder. Nach dem Dichter John Barbour soll Robert ihn vor dem Mord als Boten zu John Comyn geschickt haben, während nach anderen Angaben dies die Brüder Thomas und Alexander waren. Das Aufgebot von Robert Bruce wurde im Juni 1306 von englischen Truppen in der Schlacht bei Methven geschlagen. Robert flüchtete mit seiner Familie nach Westschottland und vermutlich weiter auf die Hebriden oder nach Irland. Bis Februar 1307 fielen die Brüder Neil, Thomas und Alexander in die Hände der Engländer und wurden hingerichtet, womit Edward der einzige überlebende Bruder von Robert wurde. Vermutlich gehörte Edward zu den engsten Unterstützern von Robert, als dieser im Sommer 1307 in Südschottland einen Kleinkrieg gegen die Engländer führte. Nach dem Tod von Eduard I. im Juli 1307 kehrte dessen Sohn und Nachfolger Eduard II. im September nach England zurück. Damit ließ der Druck auf die schottischen Rebellen nach, worauf Robert Bruce einen erfolgreichen Feldzug gegen seine Gegner in Nordschottland führte. Möglicherweise nahm Edward an dem Feldzug teil und führte das Aufgebot Ende 1307 gegen den Earl of Buchan, als Robert erkrankt war. Vermutlich hatte er ab Herbst 1307 ein Heer unter den Bewohnern der schottischen Westküste aufgestellt. Unterstützt von Donald of Islay, griff Edward mit diesem Heer ab dem 21. Juni 1308 die Gegner von Robert im südwestschottischen Galloway an. In einem kurzen, brillanten und grausamen Feldzug überrannte Edward die Region. Das Gebiet wurde geplündert, wobei viele Bewohner getötet oder in die Flucht getrieben wurden. Angeblich konnte er ein überlegenes Heer der Engländer und ihrer schottischen Verbündeten am Cree oder Dee besiegen. Der Adlige Dungal Macdowell konnte mit seiner Familie flüchten, zahlreiche andere Adlige wurden getötet. Da jedoch eine Reihe von Burgen in Galloway weiter in englischer Hand waren, zog sich Edward nach Norden zurück, dabei eroberte er Rutherglen Castle. Nach Dezember 1308 konnte Edward dazu Bothwell Castle erobern.

## Dienst als Militär im Krieg gegen England
Im März 1309 nahm Edward am Parlament seines Bruders in St Andrews teil, das diesen als König bestätigte. Dabei wurde Edward als Lord of Galloway bezeichnet, obwohl die Region weiterhin umkämpft war. Dort kämpfte Edward in den nächsten Jahren weiter gegen die Engländer, doch nicht er, sondern Thomas Randolph wurde zum führenden Militär und Berater von Robert I. Randolph wurde zum Stellvertreter des Königs ernannt und 1312 zum Earl of Moray erhoben. Edward Bruce wurde zwar vor Oktober 1313 zum Earl of Carrick erhoben, doch sein Besitz war wesentlich bescheidener und mit weniger Privilegien bedacht als der von Moray. Nach Barbour soll Edward Bruce Anfang April 1312 Dundee erobert haben, doch wahrscheinlich spielte er dabei nur eine kleinere Rolle, denn die Stadt ergab sich zu Bedingungen, die die Einwohner nach einer Belagerung mit Robert I. vereinbart hatten. Mit der Eroberung von Dumfries Castle konnte Edward Bruce im Februar 1313 die Eroberung von Galloway abschließen. Nachdem James Douglas Ende Februar 1314 in einem Überraschungsangriff Roxburgh Castle erobert hatte, beauftragte Robert I. seinen Bruder Carrick, die Befestigungen zu schleifen, damit die Burg den Engländern nicht mehr als Stützpunkt dienen konnte. Ab dem 16. April 1314 überfiel Carrick mit einer Streitmacht das nordenglische Cumberland, nachdem diese Region mit den vereinbarten Lösegeldzahlungen in Verzug geraten war. Die Schotten brannten Städte und Dörfer nieder, ermordeten die Bewohner und raubten das Vieh. Nach Barbour soll Carrick im Frühjahr 1313 erfolglos Stirling Castle belagert haben. Dabei soll er die Belagerung aufgegeben haben, nachdem die Besatzung zugesagt hätte, sich bis zum 24. Juni 1314 zu ergeben, falls die Burg nicht von einem englischen Heer entsetzt würde. Diese Frist soll zum englischen Feldzug im Frühsommer 1314 und zur Schlacht von Bannockburn geführt haben, doch diese Darstellung gilt als überholt. Tatsächlich belagerte ein schottisches Heer erst ab März oder April 1314 die Burg, und Carrick übernahm nach seinem Raubzug nach Cumberland die Leitung der Belagerung. Dann schloss er vermutlich im Mai 1314 einen Waffenstillstand mit der Besatzung unter der Bedingung, dass sie sich bis zum 24. Juni ergeben würde, falls sie keinen Entsatz erhalten würde. Zu dieser Zeit liefen aber bereits längst die Vorbereitungen für den englischen Feldzug. Gegen den englischen Angriff stellte Robert I. ein schottisches Heer auf, das in drei Bataillone gegliedert war. Carrick war der Kommandant des Bataillons, gegen das sich am 23. Juni in der Schlacht von Bannockburn der Hauptangriff der Engländer richtete. Die als Schiltron aufgestellte schottische Streitmacht hielt dem Ansturm der englischen Ritter aber erfolgreich stand, doch über die Rolle von Carrick in der Schlacht ist außer seinem Kommando nichts bekannt. Erst um den 1. August 1314 war er zusammen mit Douglas Führer einer großen schottischen Streitmacht, die Northumberland plünderte, Lösegeld vom County Durham erpresste und dann weiter plündernd oder Lösegeld erpressend über Nordwestengland nach Schottland zurückkehrte.

## Potentieller Nachfolge seines Bruders

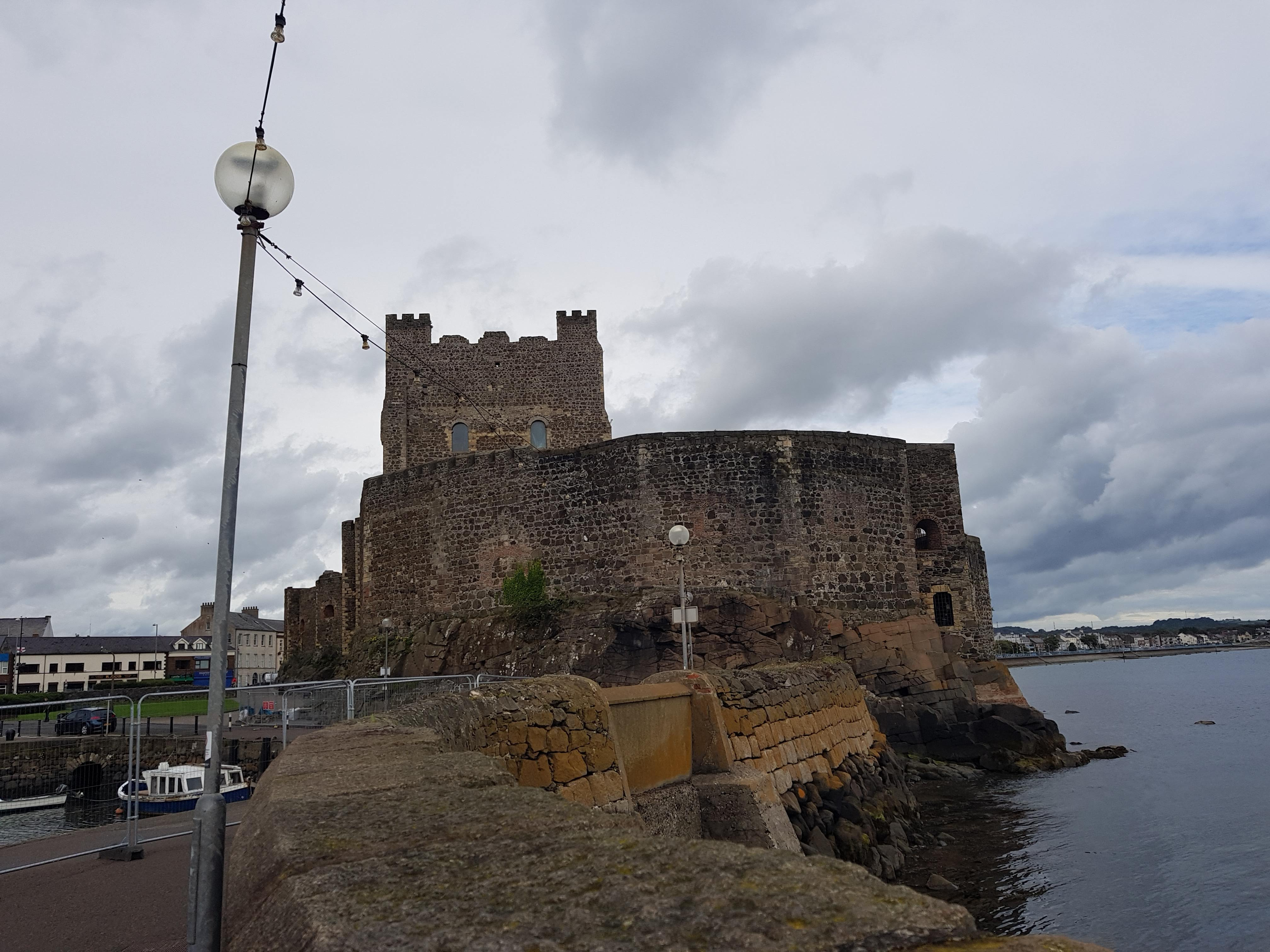
Carrickfergus Castle in Ulster spiele eine wichtige Rolle beim Versuch von Edward Bruce, Irland zu erobern

Nach der Schlacht von Bannockburn wurde der gefangen genommene englische Earl of Hereford gegen die seit 1306 in englischer Gefangenschaft befindliche Elizabeth de Burgh, die Frau von Robert I., und seine Tochter Marjorie aus seiner ersten Ehe ausgetauscht. Da Robert I. bislang keinen ehelichen Sohn hatte, regelte er nun auf einer Ratsversammlung am 27. April 1315 in Ayr seine Nachfolge im Falle seines Todes. Danach sollte, falls er ohne überlebenden Sohn starb, Carrick sein Nachfolger werden. Sollte er einen minderjährigen Sohn hinterlassen, so sollte für diesen aber nicht Carrick, sondern Moray die Regentschaft übernehmen. Zu dieser Zeit verhandelte Edward bereits mit den Häuptlingen und Kleinkönigen von Ulster, die traditionell Beziehungen nach Westschottland besaßen und sich im Kampf gegen die englische Herrschaft in Irland befanden. Die Versammlung von Ayr billigte vermutlich die Entscheidung von Carrick, mit einer schottischen Armee nach Irland zu ziehen, wo er sich zum Hochkönig erheben und die Engländer aus dem Land treiben wollte.

## Versuch der Eroberung von Irland

### Landung in Ulster und anfängliche Erfolge
Im Einverständnis mit seinem Bruder plante Carrick, mit einem schottischen Heer in Irland zu landen, um dort ein eigenes Königreich zu erobern. Er hoffte, dass die rivalisierenden irisch-gälischen Häuptlinge und Kleinkönige seine Oberherrschaft anerkennen würden. Mit ihrer Hilfe würde er dann stark genug sein, um Dublin und andere Zentren der englischen Herrschaft zu erobern. Ein von ihm beherrschtes Irland würde auch Schottland dienen, da Irland den Engländern als Basis für Angriffe auf Westschottland diente. Am 26. Mai 1315 landete Carrick zusammen mit Moray und einem kleinen, aber gut ausgebildeten Heer bei Carrickfergus. Bereits Anfang Juni 1315 wurde er von irischen Häuptlingen, darunter Domhnaill O’Neill von Ulster, als Hochkönig anerkannt, wobei nach zahlreichen Angaben diese Anerkennung erst im Mai 1316 erfolgte. Dann zögerte Carrick aber einen Monat lang, ehe er mit seinem Heer nach Airgialla vorstieß. Nachdem er Ulster verlassen hatte, plünderte sein Heer die Siedlungen und brannte sie nieder. In der blutigen Schlacht bei Dundalk schlug er Ende Juni ein Heer des anglo-irischen Justiciars Edmund Butler. Dann führte er sein Heer südlich bis nach Louth, ehe er sich nach Coleraine und Connor zurückzog. Dort konnte er ein weiteres anglo-irisches Heer unter dem Earl of Ulster schlagen. Dann konnte Carrick seine Stellung in Ulster festigen, obwohl das mächtige Carrickfergus Castle noch nicht erobert worden war. Ende 1315 stieß er erneut nach Süden vor, wobei er sich bei Dundalk wieder mit Moray und weiteren schottischen Verstärkungen vereinigte. Er umging Dublin, zog durch die Wicklow Mountains und stieß fast bis Carlow vor. Bei Ardscull oder bei Skerries schlug er ein schlecht geführtes englisches Aufgebot, ehe er sich im Februar 1316 wieder nach Ulster zurückzog. Erst Ende August 1316 ergab sich Carrickfergus Castle, nachdem Edward vermutlich von seinem Bruder Unterstützung erhalten hatte und die Burg auch von der Seeseite blockiert worden war. Zusammen mit Robert I. kehrte Carrick von Irland nach Schottland zurück, wo er am 16. September 1316 an einer Ratsversammlung in Cupar teilnahm. Dabei besiegelte er zusammen mit anderen schottischen Magnaten eine königliche Urkunde, die die Besitzungen von Moray bestätigte. Dies gilt als Anzeichen, dass das Verhältnis zwischen Carrick und Moray inzwischen angespannt war.

### Scheitern in Irland und Tod
Ende 1316 war Carrick wieder in Irland. Da mit ihm verbündete Freibeuter wie Thomas Dun die Irische See kontrollierten, sandte er einen Brief an die Waliser, in der er sie zur Rebellion gegen die englische Herrschaft ermunterte. Nach seiner Hoffnung sollten die gälisch-stämmigen Völker der britischen Inseln, nämlich die Schotten, die Iren und die Waliser gemeinsam gegen die englische Herrschaft kämpfen. Den Walisern sagte er seine Unterstützung zu, wenn sie ihn als Fürsten von Wales anerkennen würden. Unterstützung erhielt Carrick von Franziskanern aus Ulster, die einen Protestbrief wegen englischer Verfehlungen an Papst Johannes XXII. schickten. Diese Remonstrances genannten Proteste erwähnen Carrick aber nur am Rande, da er versprochen hatte, als König die Privilegien der Kirche in Irland zu achten und zu schützen. Tatsächlich lehnten die irischen Bischöfe Carrick als König ab, da er ihre eigene Stellung gefährdete. Insgesamt erhielt Carrick in Irland außerhalb von Ulster nur wenig Unterstützung, während er aus Wales überhaupt keine Unterstützung erhielt. Trotz dieser angespannten Lage landeten im Januar 1317 Robert I. und Moray mit weiteren Truppen in Irland. Zusammen mit Carrick begannen sie einen neuen Feldzug nach Süden. Der Anmarsch des irisch-schottischen Heers versetzte die Engländer in Dublin in Panik, doch die Schotten unternahmen keinen Versuch, die Stadt zu erobern. Möglicherweise verfügten sie aufgrund der Hungersnot über nur wenig Vorräte, so dass sie von einer Belagerung absahen. Stattdessen zog das Heer plündernd bis nach Limerick und Tipperary. Der während des Winters geführte Feldzug erzielte jedoch keine Erfolge. Stattdessen dezimierten Krankheiten und Hunger das schottische Heer, das sich wieder nach Norden zurückziehen musste. Im Mai 1317 kehrten Moray und Robert I. nach Schottland zurück. Über die Aktivitäten von Carrick in den nächsten Monaten ist nur wenig bekannt. Erst im Oktober 1318 begann er, vielleicht angetrieben durch ein Versprechen auf Verstärkungen aus Schottland, einen neuen Feldzug. Von der einheimischen irischen Bevölkerung erhielt er kaum noch Unterstützung, stattdessen waren sie des Krieges und der Plünderungen überdrüssig. In der Schlacht bei Faughart in der Nähe von Dundalk wurde er jedoch von einem englischen Heer unter John Bermingham gestellt. Er wurde von seinen Anhängern gedrängt, auf die Ankunft der von Robert I. selbst geführten schottischen Verstärkungen zu warten, die gerade bei Carrickfergus gelandet waren, doch ohne auf diese zu warten, griff er den überlegenen Gegner an. In der Schlacht flüchteten seine irischen Verbündeten. Carricks Armee wurde vernichtend geschlagen, er selbst wurde getötet. Seiner Leiche wurde der Kopf abgeschlagen, den Bermingham zu Eduard II. schickte. Sein Bruder kehrte darauf nach Schottland zurück, wo er nach dem Tod von Carrick seine Nachfolge neu regeln musste. Bis Dezember 1318 konnten die Engländer Carrickfergus Castle und damit die letzte von schottischen Truppen gehaltene Stellung in Irland zurückerobern.

## Ehen und Nachkommen
Edward Bruce war wahrscheinlich mit Isabel Strathbogie verlobt gewesen, einer Tochter von John of Strathbogie, 9. Earl of Atholl, einem 1306 hingerichteten frühen Anhänger von Robert I. Ob er mit ihr auch verheiratet war, ist unklar, möglicherweise hatte er sie auch nur verführt und hatte mit ihr einen Sohn, Alexander. Falls sie verheiratet waren, wurde die Ehe aber annulliert oder Edward Bruce löste die Verlobung. Stattdessen heiratete er Isabel, eine Tochter von William, Earl of Ross. Dieser hatte 1306 Elizabeth de Burgh, die Frau von Robert I., sowie vermutlich auch den Earl of Atholl gefangen genommen und an die Engländer ausgeliefert. Für die Ehe erhielt Edward 1317 einen päpstlichen Dispens, der auch zur Beendigung der Feindschaft zwischen Ross und den Bruces beitragen sollte. Die Ehe blieb kinderlos. David Strathbogie, der Bruder von Edwards erster Verlobten, nahm ihm den Verstoß seiner Schwester sehr übel. Dies trug wahrscheinlich dazu bei, dass Strathbogie 1314 kurz vor der Schlacht von Bannockburn die Schotten verriet und die Seiten wechselte. Nach dem Tod von Edward Bruce übertrug Robert I. das Earldom Carrick an seinen eigenen Sohn David. 1326 oder 1327 vergab er an Isabel of Strathbogie und ihren Sohn Alexander Landbesitz in Dumfriesshire. Dazu erhielt Alexander später noch weitere Ländereien. Unter David II. wurde er zum Earl of Carrick erhoben, doch er fiel kinderlos während des Zweiten Schottischen Unabhängigkeitskriegs.

## Nachwirkung und Bewertung
Über den Krieg von Edward Bruce in Irland gibt es detaillierte Berichte, wobei das Gedicht von John Barbour Teile der ersten Feldzüge vertauscht. Möglicherweise griff Barbour auf den Bericht eines fahrenden Sängers zurück, der um 1318 entstanden war. Nach Barbour befand Carrick Schottland zu klein für sich und für seinen Bruder, weshalb er versuchte, Irland zu gewinnen. Nach dem Chronisten John Fordun verlangte Carrick von seinem Bruder die Hälfte Schottlands, und als dieser dies ablehnte, wich Carrick nach Irland aus. Nach Barbour war Carrick zwar tapfer, doch es fehlte ihm völlig an Mäßigung. Der Historiker A. A. M. Duncan befand, dass weder Edward noch sein Bruder eine Strategie besaßen, um ihre ehrgeizigen Ziele in Irland zu verwirklichen. Für die spätere Forderung von Bruce an die Waliser, ihn zum Fürsten von Wales zu erklären, fehlte jegliche Grundlage. Nach dem Historiker G. W. S. Barrow war Edward Bruce aufbrausend, ehrgeizig und arrogant. Zwischen ihm und Moray gab es eine tiefe Rivalität. Nach Barrow blieb Edward Bruce eine unheimlich-böse Figur, wenn man jemanden, dem es so offensichtlich an Intelligenz fehlte, böse nennen kann. Er wurde von seinen Zeitgenossen für seine Tapferkeit und Ritterlichkeit gepriesen, doch er war getrieben von seinem Ehrgeiz, wobei er völlig verantwortungslos agierte. Sein Streben nach einer Krone nach dem Vorbild seines Bruders sei absurd und zum Scheitern verurteilt gewesen.